# George William Hill
George William Hill (New York, 3 marzo 1838 – West Nyack, 16 aprile 1914) è stato un astronomo e matematico statunitense.
Si spostò a West Nyack con la sua famiglia quando aveva otto anni.
Si laureò alla Rutgers University nel 1859. Dal 1861 lavorò al Nautical Almanac Office a Cambridge (Massachusetts). Il suo lavoro era focalizzato sulla descrizione matematica del problema dei 3-corpi, successivamente il problema dei 4-corpi, per calcolare le orbite della Luna attorno alla Terra, così come quello dei pianeti intorno al Sole.
Hill descrisse la sfera di Hill che approssima il dominio di influenza gravitazionale di un corpo celeste di fronte alle perturbazioni di un altro corpo maggiore attorno al quale orbita.
Divenne presidente della American Mathematical Society nel 1894 rimanendoci per due anni. Fu eletto dalla Royal Society of Edinburgh nel 1908, come pure dalle accademie di Belgio (1909), Oslo (1910), Svezia (1913), tra le altre.

## Opere
- Collected Mathematical Works (v. 1) (Washington Carnegie Institution, 1905-1907)
- Collected Mathematical Works (v. 2) (Washington Carnegie Institution, 1905-1907)
- Collected Mathematical Works (v. 3) (Washington Carnegie Institution, 1905-1907)
- Collected Mathematical Works (v. 4) (Washington Carnegie Institution, 1905-1907)

## Riconoscimenti
Premi
- Medaglia d'Oro della Royal Astronomical Society (1887)
- Damoiseau Prize dall'Institut de France (1898)
- Medaglia Copley (1909)
- Bruce Medal (1909)

Battezzati in suo onore:
- Cratere Hill sulla Luna
- Asteroide 1642 Hill